# Nervura (arquitetura)

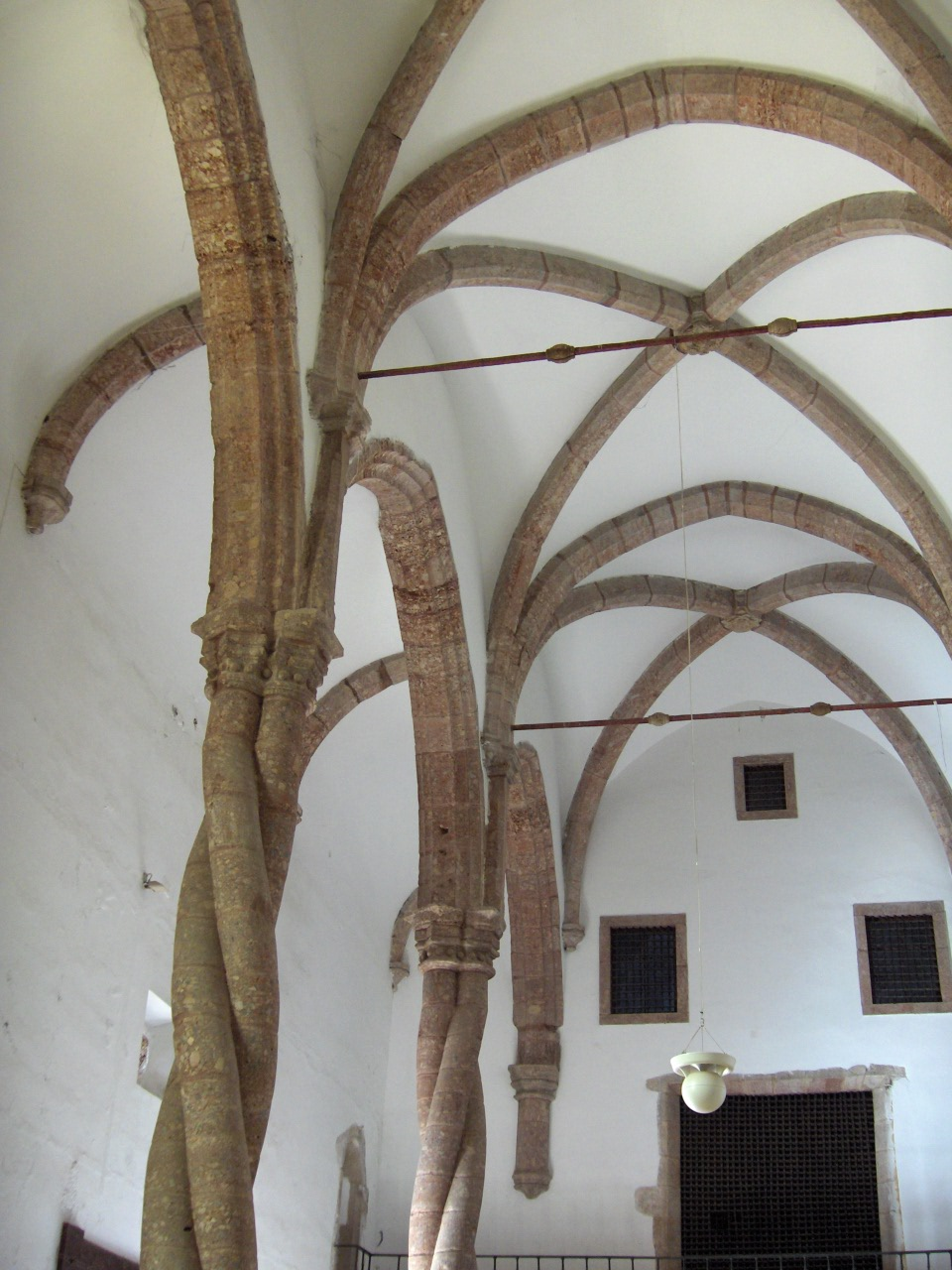
Nervuras em abóbada de cruzaria no Convento de Jesus de Setúbal, Portugal.

Nervura ou nervo é um elemento arquitectónico formado por um segmento do arco saliente do intradorso de uma abóbada.
Utilizou-se a partir do século XII, com o desenvolvimento da abóbada de nervuras ou de cruzaria.
Ao se utilizarem estas nervuras, concentravam-se as tensões em lugares pontuais de assentamento, permitindo apoiar-se sobre colunas no lugar da própria parede. isto resultou na possibilidade de abrir grandes vãos nas paredes, permitindo uma maior ligeireza e luminosidade nos edifícios.

## Tipos
- Nervura de aresta é aquela que marca o ponto de intersecção de duas abóbadas.
- Nervura de fecho é a que segue o perfil de uma abóbada.
- Nervura

cundária é a que se enlaça com os outros nervos principais de uma bóbada.